# Aeroporto di Windhoek-Eros
L'Aeroporto di Windhoek-Eros (IATA: ERS, ICAO: FYWE) è il secondo aeroporto di Windhoek, ma primo per movimenti di aeromobili, poiché, oltre ad essere un aeroporto civile, è anche un aeroporto turistico.
Gestito da Namibia Airports Company, l'aeroporto dista a soli 5 km dal centro della capitale Windhoek. È il secondo scalo dopo quello di Windhoek-Hosea Kutako WDH. Da qui partono aerei destinati a raggiungere diverse città della Namibia; c'è anche un collegamento col Sudafrica, sempre di Air Namibia che raggiunge Città del Capo.